# Affaire de Solages
Cette affaire appelée par des auteurs contemporains affaire de Solages ou affaire de Madame de Barrau se rapporte à deux lettres de cachet délivrées au XVIIIe siècle contre deux jeunes nobles, la dame de Barrau, née de Solages, et son frère le comte de Solages, qui est officier. Cette affaire éclaire notamment d'un jour nouveau les raisons de la présence du comte de Solages parmi les sept prisonniers de la Bastille délivrés par les révolutionnaires le 14 juillet 1789.
Gabriel Bernet, dans un article intitulé La dame de Barrau aux Tiercerettes et le 14 juillet du comte de Solages fait débuter cette affaire avec l'enlèvement de la dame de Barrau, née en 1740 Pauline de Solages. Madame de Barrau, déterminée à fuir son mari Jean Antoine de Barrau, auquel elle avait été mariée en 1759 et dont elle se plaint, a fait appel à son frère Hubert de Solages (1746-1824). Celui-ci réussit à l'enlever, mais le frère et la sœur sont arrêtés et enfermés en 1765 et 1767. Sur le motif de la lettre de cachet obtenue par Antoine Paulin de Solages à l'encontre de sa fille, Auguste Puis écrit « le père, circonvenu par le mari, persuadé de l'inconduite de sa fille, et afin de cacher le motif réel, se résolut à ce que Ginesty [qui était alors subdélégué de Saint-Priest, intendant du Languedoc] appelle une supercherie » et que « le mystère plane sur cette ténébreuse machination ». Selon Gabriel Bernet, « bien des parties demeurent obscures » dans cette affaire.

## Les personnages et les faits
Pauline (1740-v.1800) et son frère Hubert (1746-1824) sont les enfants d'Antoine-Paulin de Solages, seigneur marquis de Carmaux, et de Marie Guyonne de La Roque-Bouillac. La famille de Solages est une famille de l'ancienne noblesse du Rouergue. Hubert de Solages était sous-lieutenant au régiment de Condé-dragons depuis 1763. En 1759, Pauline avait épousé « Jean Antoine de Barrau, d'une honorable famille noble du Rouergue, quatrième fils et héritier de Pierre Firmin de Barrau son père, seigneur de Caplongue et de Trémouilles. Les Barrau habitaient au château de Carcenac, au sud de Rodez, où Pauline suit son mari ».
Gabriel Bernet rapporte qu'à la suite de son mariage, Pauline de Solages (qu'il appelle par un autre de ses prénoms, Charlotte) est amenée « sur une montagne déserte », et que « malgré deux maternités, la mésentente va grandissant dans le foyer ». Il ajoute qu'elle se confie au curé du village de Carcenac, où elle vit chez son mari, et que ce curé « lui conseille même « d'écrire au comte de Solages son frère » ».
En mai 1765 Hubert de Solages enlève sa sœur à la suite d'une lettre de cette dernière, dans laquelle elle décrit sa situation avec son mari : « (...) victime de ses imaginations outrageantes, je m'étais déterminée à le fuir et à quitter Carcenac ».

Plan du fort de Brescou.

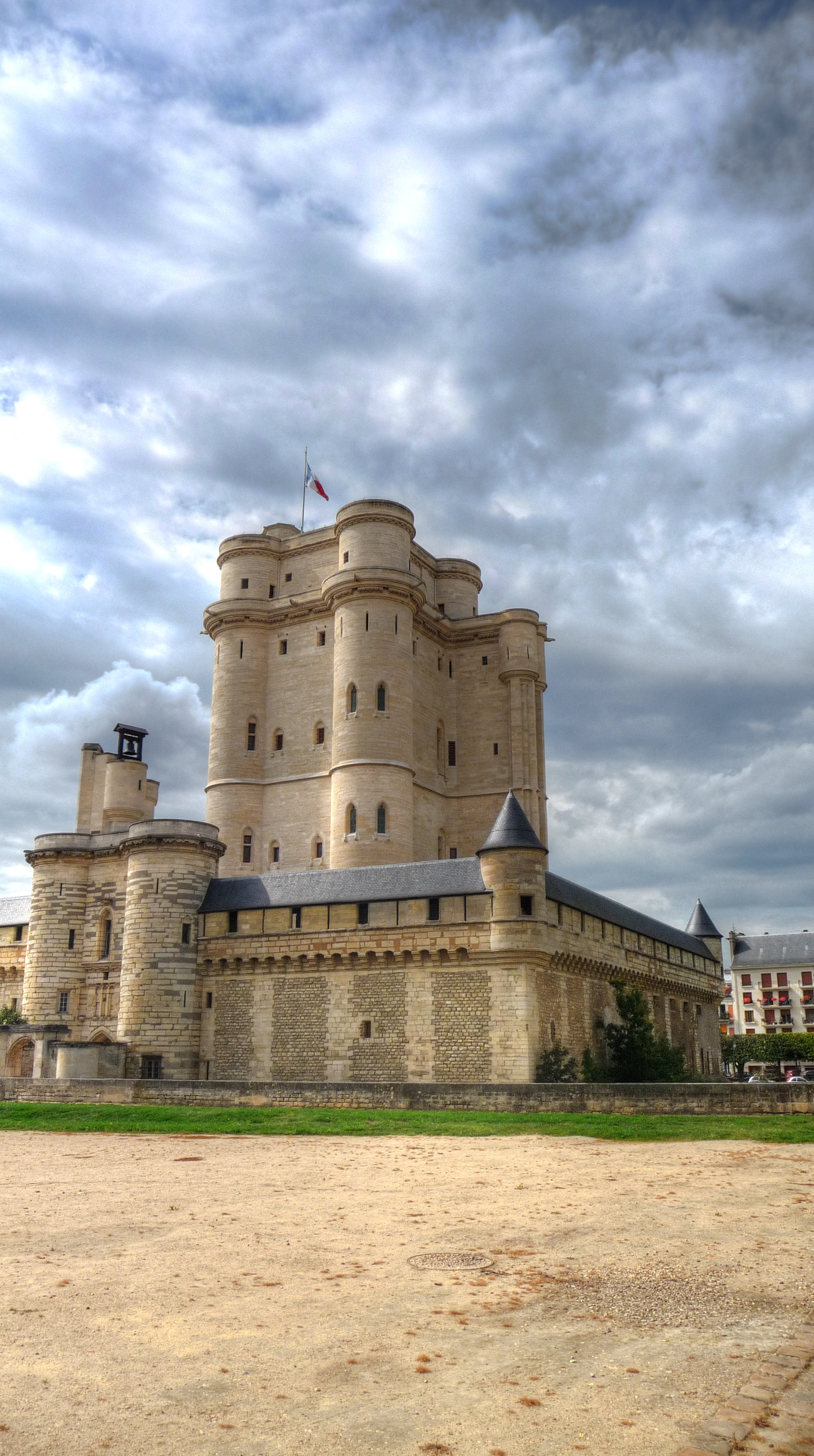
Le château de Vincennes.

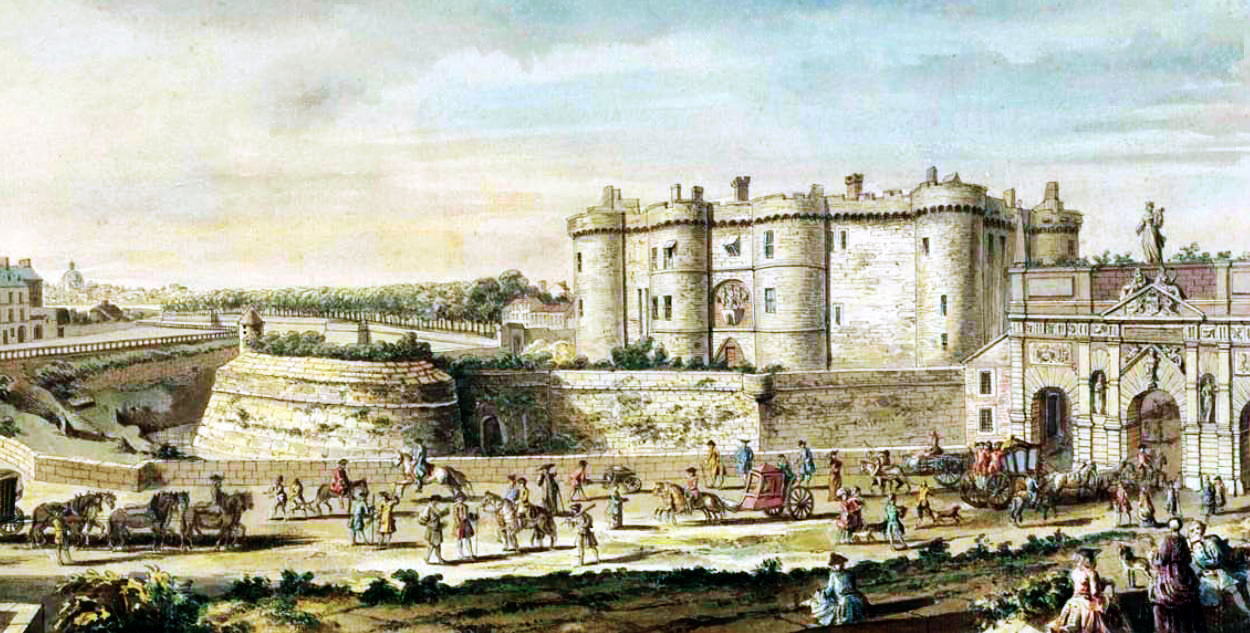
La Bastille au XVIIIe siècle.

La
prise de la Bastille en 1789.

Antoine Paulin de Solages, indigné de l'attitude de son fils, le fit arrêter et enfermer par lettre de cachet du 26 mai 1765. Hubert de Solages est d'abord enfermé au château de Ferrières, près de Castres (Tarn), puis le 27 décembre 1767, au fort de Brescou au large du cap d'Agde. Le 20 juin 1771, il est emmené au château de Pierre-Encize, aux portes de Lyon, d'où il s'évade. À la suite d'une réunion de famille qui se tient en 1781 à Cordes-sur-Ciel, il est transféré au château de Vincennes le 11 juin 1782, puis il est enfermé à la Bastille, à Paris, le 28 février 1784. Il arrive presque en même temps que le marquis de Sade et il occupe un logement au 4e étage de la tour de la Bertaudière face à la rue Saint-Antoine, proche de celui de Sade. Il occupe ses journées en jouant du violon, en lisant et en écrivant. Sa famille paie 2 400 francs pour sa pension et 400 francs pour son entretien. Le 14 juillet 1789, lors de la prise de la Bastille, il est l'un des sept prisonniers du château, avec quatre faussaires et un dément, libérés et conduits par la population parisienne jusqu'à l'Hôtel de Ville où il est félicité par la municipalité qui lui trouve « une figure noble et imposante ». Il est hébergé à l'hôtel de Rouen par les soins du président du district de l'Oratoire, aux frais des districts. Puis il retourne chez lui en Albigeois. Hubert de Solages sera ainsi resté captif durant vingt-quatre années.

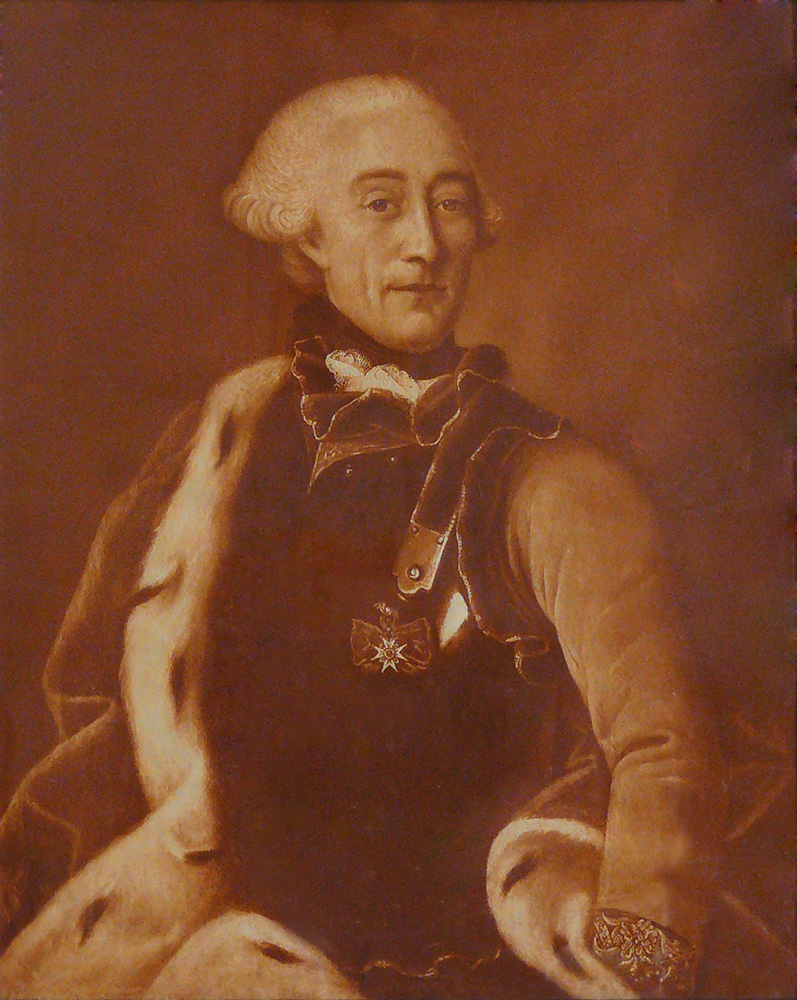
Le chevalier de Solages, oncle du frère et de la sœur de Solages.

Auguste Puis écrit : « Sa sœur, Pauline de Barrau, avait été arrêtée en même temps que lui, sur l'ordre de son père et de son mari, et conduite au couvent de l'Isle-d'Albi, où elle demeura jusqu'en 1767. Elle fut ensuite transférée aux Tiercelettes de Toulouse ; (...). ». Gabriel Bernet donne une autre version et indique qu'après avoir quitté son mari en 1765, Pauline de Solages, qui avait trouvé refuge dans le château de son père en Albigeois, est enfermée à son tour en 1767, deux ans après son enlèvement, dans un couvent de religieuses à L'Isle-d'Albi, à la suite d'un ordre du roi obtenu par son père Antoine Paulin de Solages. Elle est ensuite transférée au couvent des Tiercerettes de Toulouse jusqu'en 1777, date à laquelle elle est remise en liberté à la demande de son père et de son oncle, le chevalier de Solages (Gabriel de Solages), mais elle préfère rester au couvent plutôt que de retourner auprès de son mari. En 1782, son mari et son oncle le chevalier de Solages demandent de nouveaux ordres contre elle et elle est conduite au couvent Notre-Dame de Saint-Affrique, au diocèse de Vabres. En 1786, après avoir été menacée d'internement à nouveau à Toulouse, elle est finalement conduite dans un couvent de Castres.
Auguste Puis écrit qu'Antoine Paulin de Solages, circonvenu par son gendre Jean Antoine de Barrau, avait fait écrire par sa fille et sous la menace une lettre au curé de Carcenac qui servit de base à l'accusation. Il ajoute que le marquis de Solages reconnaîtra plus tard « la fausseté et la noirceur de toutes les plaintes » de son gendre.

## Les différentes causes d'enfermement évoquées
Hubert de Solages est arrêté en 1765 « pour cause connue au roi », mais les chefs d'accusations ne sont pas clairement définis. Pauline de Solages épouse de Barrau est enfermée en 1767 avec pour base d'accusation « une lettre que son père le marquis de Solages lui fit écrire sous la menace au curé de Carcenac et dans laquelle elle étalait pour le digne ecclésiastique les sentiments les plus tendres ». Néanmoins, d'autres motifs ont été évoqués pour ces deux arrestations.
L'enlèvement de la dame de Barrau, sa vie auprès de son époux et le rôle de ce dernier, les liens familiaux 
Gabriel Bernet fait débuter cette affaire par « l'enlèvement de la dame de Barrau ».
Dès 1776, le marquis de Solages reconnut avoir été trompé par son gendre, Jean Antoine de Barrau qui, « par de fausses accusations et par supercherie » écrira le marquis, l'avait persuadé de l'inconduite de sa fille. Auguste Puis écrit : « le père, circonvenu par le mari, persuadé de l'inconduite de sa fille, et afin de cacher le motif réel, se résolut à ce que Ginesty appelle une supercherie ; il fit écrire, avec les plus terribles menaces à sa fille, une lettre au curé de Carcenac, où elle étalait pour le digne ecclésiastique les sentiments les plus tendres, et la fit porter au destinataire qui, étonné, après l'avoir lue, la rendit à l'exprès. Cette lettre, preuve de ses déportements, servit de base a l'accusation ». Mettant à profit cette lettre écrite au curé de Carcenac, le marquis parvint à obtenir un ordre du roi à l'encontre de sa fille, mais ce n'est qu'en 1767, deux ans après son enlèvement qu'elle est enfermée dans un couvent de religieuses à Lisle-sur-Tarn. Gabriel Bernet écrit en conclusion de son article que bien des parties de ce drame familial demeures cependant obscures et qu'il serait vain d'interpréter les actes et les sentiments de cette époque.
On apprend par Pauline et par son oncle Gabriel de Solages que Jean Antoine de Barrau est « dur, avare, cruel, injuste, jaloux sans sujet ». « (...) ; elle n'avait pas 15 ans lorsqu'elle se maria, son mari, le plus dur et le plus avare des hommes, la confina dans une montagne déserte où il la traita en esclave, (...), qu'il n'ose taxer sa femme de crime, mais seulement d'être mauvaise économe et de peu d'égards pour lui, qu'il la força à écrire des lettres et s'en servit contre elle » rapporte Gabriel de Solages.
Jean Antoine de Barrau justifie la lettre de cachet contre sa femme par son inconduite, ses désordres, ses mauvaises fréquentations, son endettement, « pour cause d'aliénation de l'esprit », etc. Dans sa correspondance, Pauline de Barrau se plaint d'humiliations de la part de son mari, que ce dernier veut l'envoyer au couvent accompagnée de la maréchaussée, et qu'il la soupçonne de liens avec le curé du village à qui elle se confierait, d'où le soupçon de « commerce criminel ». Ginesty, subdélégué de l'intendant du Languedoc à Toulouse, dit qu'étant née « demoiselle de qualité », son mari ne l'entretient pas suffisamment. En 1782, le motif officiel de la nouvelle demande de lettre de cachet sont les « désordres » de Pauline, mais il semble que ce soit ses protestations contre l'incarcération de son frère et peut-être d'autres motifs.
En 1782, Ginesty écrit : « La dame de Barrau née de Solages fut enfermée il y a environ quinze années par ordre du Roi et à la sollicitation de son mari et de son père (...) ».
Toujours en 1782, à la suite de lettres de sa nièce que lui a présentées le sieur de Barrau, le chevalier de Solages, oncle de Pauline, se rallie à Jean Antoine de Barrau pour demander de nouveaux ordres contre elle. Auguste Puis rapporte un avis sur cette affaire où le rédacteur s'étonne que ces lettres se soient retrouvées entre les mains du sieur de Barrau alors qu'elles étaient destinées au curé de Carcenac et ajoute que « le sieur de Barrau ne s'est pas présenté pour rendre compte de ce fait ».
En 1782, Pauline de Solages s'exprime ainsi : « (...) ce qui me console un peu c'est qu'il ne peut s'en prendre qu'à lui-même et à l'horrible vexation sous laquelle il me fait gémir ainsi que mon pauvre frère, sa méchanceté est si étendue que j'ai un pressentiment qu'il me noircisse auprès de notre prélat qui, dit-on, arrive aujourd'hui ; s'il le fait, assurément j'ai un remède dont j'userai avec la plus grande peine et qui produira l'effet je l'espère de lui fermer pour jamais la porte de l'archevêché ; (...). » (...) « Qu'il en coûte à mon cœur d'être forcée pour ma défense de révéler un mystère affreux, dont par le plus horrible complot on veut me rendre une seconde fois la victime, parce que pleinement convaincue de l'innocence de mon trop malheureux frère, je ne cesse de réclamer en sa faveur. »
Des motifs financiers
Auguste Puis reprend le dossier sieur et dame de Barrau née de Solages 1776-1782 et parle de l'enquête de Ginesty, subdélégué de l'Intendant du Languedoc. Ce dernier semble privilégier des motifs d'ordre financier en toile de fond de cette affaire : le subdélégué Ginesty soupçonne des opérations douteuses du mari et de la famille qui voudraient empêcher Hubert de Solages de toucher son héritage. En outre, Pauline était substituée à tous les biens de son père s'il décédait,.
Jean Antoine de Barrau est en procès avec son beau-père pour le paiement de la dot de 60 000 livres de Pauline. En 1786, huit ans après la mort d'Antoine Paulin de Solages, marquis de Carmaux, Jean Antoine de Barrau réclamant la part d'héritage de ses enfants fait procéder par un huissier aux quatre criées et à l'encan d'une partie des biens de feu son beau-père, ainsi qu'à l'affichage à la porte des églises des villages concernés.
Auguste Puis écrit qu'à l'époque où Jean Antoine de Barrau parvint à circonvenir le marquis de Solages, il était en procès avec lui au sujet de la dot de Pauline et qu'ainsi, en brouillant le père et la fille, il évitait peut-être des investigations dans sa gestion de cette dot. Toutefois, il estime également que l'hypothèse de simples motifs financiers est contredite par la situation de la famille de Solages à cette époque. Il fait remarquer que l'héritage d'Antoine Paulin de Solages n'est probablement pas si important que prévu, car « la seigneurie de Carmaux dut être mise presque totalement en vente » et que les mines de houilles de Carmaux sont passées dès 1752 à la branche cadette de la famille. En outre, Hubert de Solages entretient de bonnes relations avec son demi-frère, Jérôme de Solages de Robal, qui est son curateur, et avec son oncle, le chevalier de Solages qui l'aidera à sa sortie de la Bastille.
Les crimes d'Hubert de Solages
Des sources relevées par Nicole Castan dressent pour Hubert de Solages, auteur de « crimes atroces » et « d'action monstrueuse », le portrait d'un « cœur pervers et corrompu », selon son oncle, et d'un « habitué du crime : deux tentatives d'assassinat sur son frère aîné, viol, subornation de filles et de femmes, vol et assassinat sur sa terre de Trévien, dont les paysans du village de Nougayrol peuvent témoigner ». C'est pour éviter le scandale qu'après l'assassinat d'un garde-chasse, il est, à la demande de la famille, soustrait au cours normal de la justice par une lettre de cachet. En 1781, à la suite de la demande d'élargissement initiée par sa sœur Pauline, un parent, le vicomte de Puységur, traduit l'inquiétude de l'entourage devant l'éventualité de sa libération : « Tous sont épouvantés à l'idée de son retour, il doit être banni à vie de la communauté ». Consulté à la demande du roi, un tribunal familial de quinze personnes présidé par un magistrat « se prononce pour la forteresse à vie ».
Une affaire d'inceste
Le comte de Solages et sa sœur seraient coupables d'inceste,,,,. « Crimes atroces et notoires dont le comte de Solages est souillé ». Auguste Puis écrit : « Elle [Pauline de Solages] s'adressa alors au jeune comte de Solages, son frère, qui prit fait et cause pour elle et l'enleva à son mari. Il est possible que cet enlèvement, représenté comme un inceste, vint s'ajouter aux motifs qui provoquèrent l'incarcération du malheureux lieutenant de dragons ».

## Épilogue
Antoine Paulin de Solages meurt en 1778. Sa descendance masculine s'éteindra au XIXe siècle, de son premier mariage ses deux fils n'auront pas de descendance, de son second mariage le dernier du nom sera prêtre. La famille actuelle de Solages ne descend donc pas de lui.
Jean Antoine de Barrau s'éteint à Rodez en 1798.

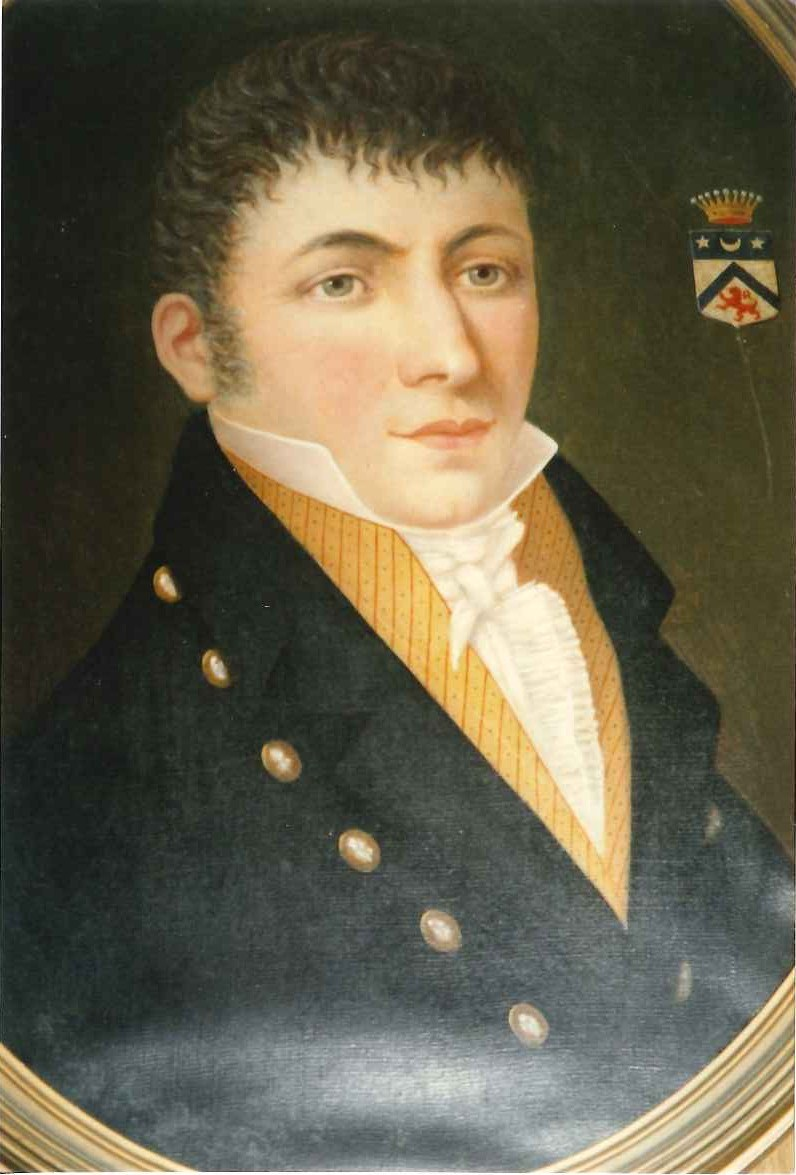
Pierre de Barrau (1761-1829), fils de Jean Antoine de Barrau et de son épouse née Pauline de Solages.

Pauline de Solages, après le couvent de Lisle-sur-Tarn où elle fut enfermée en 1767, celui des Tiercerettes de Toulouse où elle vécut libre pendant dix années, fut recluse à Castres, chez les clarisses de Villegoudou. Elle meurt à Albi en 1800. De son mariage avec Jean Antoine de Barrau elle avait eu deux enfants : Pierre Firmin Marie de Barrau, dont descendance actuelle, et Victoire de Barrau épouse de Balsac dont la filiation s'est éteinte au XIXe siècle.
Après vingt-quatre ans de captivité, Hubert de Solages vit retiré du monde à Azérac, près d'Albi, où il meurt le 9 octobre 1824, âgé de soixante-dix-sept ans.

## Commentaires sur cette affaire
Auguste Puis, auteur dans Les lettres de cachet à Toulouse au dix-huitième siècle (1914), écrit : « L'affaire de Solages peut prendre rang parmi les histoires les plus célèbres de lettres de cachet, entre celle de Latude et celle du marquis de Sade. Et elle a passionné presque au même titre nombre d'érudits, de chercheurs et de curieux. Elle est intéressante d'abord par le mystère qui plane encore sur toute cette ténébreuse machination ; ce mystère peut-il s'éclairer quelque peu à la lumière des pièces des Archives de la Haute-Garonne, que nous publions, à la suite, intégralement ? Elle nous montre en tous cas, sur le vif, l'action modératrice et éclairée d'un subdélégué intelligent, Ginesty, juriste probe et pénétrant ; action inefficace, du reste, car elle paraît se heurter à des préventions puissantes, à cette sorte de force d'inertie qu'oppose l'administration quand elle s'aperçoit d'une faute lourde ou d'une grande injustice, et aussi à un réseau compliqué d'intrigues ».
Henri Guilhamon, dans Procès-verbaux des séances de la Société des lettres, sciences et arts de l'Aveyron (1918-1921), écrit : « Moins romanesque, mais d'un plus grand intérêt pour notre histoire locale est l'affaire de Solages - N... Elle peut prendre rang parmi les histoires les plus célèbres des lettres de cachet, entre celle de Latude et du marquis de Sade. Monsieur Puis ayant publié, dans l'ouvrage cité plus haut, ce curieux dossier, nous nous sommes bornés à l'analyser devant nos collègues de la Société des lettres et à leur signaler quelques faits qui présentent un certain intérêt pour l'histoire sociale du Rouergue ».
Gabriel Bernet écrit en 1989 : « Dans cette tragique aventure du frère et de la sœur de Solages, que nous avons essayé de relater en quelques pages, bien des parties demeurent obscures : en premier lieu, tout ce qui est relatif à l'enlèvement lui-même ; le rôle équivoque du curé de Carcenac ; l'atermoiement du marquis, qui attend deux ans avant de faire usage de la lettre de cachet obtenue contre sa fille ; l'absence de sentiment maternel chez Charlotte [Pauline pour son prénom usuel] ; enfin, le brusque revirement du chevalier [Gabriel de Solages] en 1782. L'attitude ondoyante et parfois contradictoire des acteurs de ce cruel drame familial, tend à accentuer le mystère qui l'environne. Il serait vain et même téméraire, de chercher à interpréter les actes et les sentiments de personnages qui évoluaient à une époque et dans un cadre bien différents des nôtres. Néanmoins, il est bien certain que si le comte de Solages fut un des derniers prisonniers de la Bastille, sa sœur, elle, eut à subir les ultimes atteintes des lettres de cachet ».